# Țânțarul tigru asiatic
Țânțarul  tigru asiatic (Aedes albopictus) este o specie invazivă de țânțar din familia culicide originară din pădurile tropicale din Asia de Sud, introdusă prin import de anvelope uzate și de plante acvatice ornamentale ca „bambusul norocos“ (Dracaena sp.) în Europa, Orientul Mijlociu, Asia, Australia, America de Nord, America Centrală, America de Sud, Caraibe și Africa. Trăiește în scorburi și anvelope. Zboară jos și înțeapă picioarele în timpul zilei, la umbră. Înțepătura este foarte pruriginoasă. Pe lângă disconfortul pe care îl produc prin înțepăturile lor, acești țânțari pot transmite omului câteva boli virale deosebit de grave, și anume: denga, febra galbenă, febra Chikungunya, febra Zika, encefalita ecvină, probabil febra West Nile etc. Țânțarul  tigru asiatic este, de asemenea, un vector pentru filarii (Dirofilaria immitis și Dirofilaria repens), care parazitează câteva specii de mamifere carnivore, mai ales câinele, mai puțin pisica. 
Țânțarul tigru asiatic a fost găsit în București în anul 2012 și, ulterior, în fiecare sezon estival, în perioada 2013-2016. În perioada 2021-2025 a fost sesizat în zona de sud a României, în special în județele Teleorman, Dolj și Olt.